# James Moss and Co
"James Moss and Co." - судноплавна компанія Великої Британії, яка існувала з 1833 до 1934 року.

## Історія

### "Moss & Hampson"
1815 рік - Джеймс Мосс, шипчандлер з Ліверпулю, мав інтерес до торгівлі з середземноморськими портами. Він був приєднаний в партнерство Томасом Хемпсон і компанія була названа "Moss & Hampson". 1833 рік - Партнерство було розпущено.

### "James Moss and Co."
- 1833 рік - Коли в 1833 році партнерство розпалось, Мосс в співпраці зі своїм племінником Вільямом Мосс і з Річардом Спенсер формують нову компанію "James Moss and Co.".[1][2] Компанія використовувала вітрильні кораблі на своїх маршрутах до 1849 року, коли був побудований перший пароплав для компанії.[2]
- 1846 рік - "James Moss and Co." завжди в першу чергу була перевізником вантажів, і по суті виграла від скасування у 1846 році «Зернових законів» (англ. Corn Laws)[3], що сприяло імпорту зерна у Велику Британію.[2]
- 1849 рік - Верф Вільяма Денні побудувала перший пароплав для фірми "James Moss and Co.", який мав назву Nile, 500 тонн і 120 кінських сил.[1][2]
- У 1854 році спільний сервіс компанії «John Bibby & Sons» в напрямках Левант, Константинополь і Бейрут був розпочатий в асоціації з Джеймсом Моссом (англ. James Moss), для якого була сформована «Levant Screw Steam Shipping Co.». Судна «John Bibby, Sons and Co.» "Albanian" і "Corinthian", димові труби якої пофарбовані в жовтий колір, були розташовані лагом до пароплавів Джеймса Мосса на даному маршруті.[4][5]
- 1855 рік чи пізніше - Після смерті племінника Джеймса Мосса, залишившись живими партнери вирішили скористатися Законом про Обмежену Відповідальність 1855 року (англ. Limited Liability Act 1855), і зареєстрували "Moss Steamship Co. Ltd." разом з "James Moss and Co.", продовжуючи управління пароплавами.[2][1]
- 1861-1865 роки - "James Moss and Co." завжди в першу чергу була перевізником вантажів і також виграла від Громадянської війни в США 1861-1865 років, яка змусила голодних до бавовни прядильників з Ланкашира розраховувати на Єгипет заради високо-якісної довговолокнистої бавовни. Все це було добре для торгівлі з Середземномор'ям в обох напрямках і до середини 1860-х років "James Moss and Co." мала дюжину пароплави в повній готовності.[2]
- 1916 рік - Обидві Moss компанії були захоплені "Royal Mail Steam Packet Company Ltd.". Перша світова війна стала катастрофою для "Moss Steamship Co. Ltd.", яка втратила все, крім двох своїх суден, у тому числі два нових судна, які були поставлені в цей період.[2][1]
- 1919 рік - "Royal Mail" використовує "Moss Steamship Company" для придбання "J & P Hutchison Ltd.",[2][1] - стара встановлена торгова лінія Шотландія-Ірландія-Франція.[2]
- 1934 рік - Після ліквідації групи "Royal Mail" у 1934 році була сформована "J & P Hutchison."[1] Однак, це не сталося до післявоєнного економічного спаду та фінансової розпаду "Royal Mail Group", що стало очевидним для злиття двох компаній, "Moss Steamship Co. Ltd." і "J & P Hutchison Ltd.", щоб сформувати "Moss Hutchison Line Ltd."[2]